# E Clampus Vitus
The Ancient and Honorable Order of E Clampus Vitus (Der alte und ehrenhafte Orden von E Clampus Vitus), ECV, ist eine im 19. Jahrhundert gegründete männerbündische Organisation zum Studium und der Pflege des Erbe des amerikanischen Westens, insbesondere der Geschichte des Goldabbaus in der Region.
ECV hat einzelne Chapters in Kalifornien, Nevada, Washington (Bundesstaat) und weiteren westlichen Staaten. Die Mitglieder nennen sich „Clampers“. Der Name hat keine bekannte Bedeutung, das Motto der Bruderschaft Credo Quia Absurdum ist eine verballhornte Version von Credo, quia absurdum est.
Im Zusammenhang mit dem Skandal um eine Francis Drake zugeschriebene gefälschte Messingplakette wurden einige der internen Abläufe wie auch die Neigung zu handfesten Scherzen des Ordens und seiner Mitglieder einer breiteren Öffentlichkeit bekannt und Gegenstand wissenschaftlicher Veröffentlichungen.

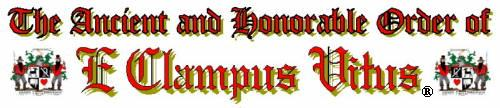

## Geschichte
Der Orden wurde um 1857 in Sierra Lodge gegründet. Der Politiker und Gastronom Ephraim Bee gehörte zu den Gründern. Man parodierte klassische Service-Clubs und Männerbünde wie Freimaurer, Benevolent and Protective Order of Elks oder Independent Order of Odd Fellows.
Im Gegensatz zu den damals aufkommenden sogenannten nativistischen Tendenzen wie bei der Know-Nothing Party war der ECV jedem aufrechten Manne zugänglich, der in den Orden eingeladen wurde. Insbesondere im Bergbauumfeld florierte ECV. Dem steifen Auftreten von städtischen Service Clubs und Freimaurern setzte man ein betont lockeres Auftreten in roten Hemden, Jeans und schwarzen Hüten und einer Vielzahl von aus Dosenblech hergestellten Buttons entgegen. Offizielle Titel für Führungspersonal des Ordens umfasst unter anderem Namen wie „Noble Grand Humbug“, „Roisterous Iscutis“, „Grand Imperturbable Hangman“, „Clamps Vitrix“ und „Royal Gyascutis“.
Die Treffen des Ordens fanden in einer „Hall of Comparative Ovations“ statt, für gewöhnlich das Hinterzimmer eines Saloons. Die entsprechenden Veranstaltungen wurden mit einem Reifrock unter dem Motto „Dies ist die Fahne, unter der wir kämpfen“ beflaggt. Der Orden nimmt in dem Sinne auch ein soziales Engagement für „Witwen und Waisen“ in Anspruch, wobei der Schwerpunkt auf den Witwen liege.
Zum ersten Hoch des Ordens um 1870 war unter anderem Mark Twain Mitglied, dessen bekannteste Kurzgeschichte über den springenden Frosch von Calaveras durch ein Clamper-Meeting inspiriert sein soll. Die immer wieder behauptete Mitgliedschaft von Ulysses S. Grant sowie William Tecumseh Sherman ist insoweit möglich, als beide zu Beginn der 1850er Jahre im Benicia Arsenal im nördlichen Kalifornien stationiert waren. Grant wurde unter anderem wegen Alkoholmissbrauch zu 30 Tagen Arrest verurteilt, was mit auf den Einfluss des lokal stark vertretenen Ordens zurückgeführt werden könnte.
Mit dem Niedergang des Goldrausches bis 1900 ging es zunächst auch mit dem ECV zu Ende. 1931 wurde er in San Francisco von dem Historiker Carl Wheat und dessen Freunden G. Ezra Dane und Leon O. Whitsell unter Mithilfe von letzten lebenden Mitgliedern des ursprünglichen ECV erneuert. Das neugegründete Chapter wurde „Yerba Buena Number 1“ oder „Capitulus Redivivus“ getauft.

## Der Skandal um die Francis-Drake-Plakette
1933 inspirierte G. Ezra Dane vier seiner Freunde, eine historisch belegte Messingplakette zu fälschen. Diese war bei der Landung Sir Francis Drakes 1579 im Umfeld des Golden Gate und der San Francisco Bay mit einer Widmung zu Ehren der britischen Königin und einer Sixpence-Silbermünze mit ihrem Abbild an einen Pfosten genagelt zurückgelassen worden.
Geplant war, dem Historiker und Clamper Herbert Eugene Bolton eine solche nachgemachte Platte unterzuschieben und das Ganze im Rahmen eines Clampersmeetings aufzulösen. Die aufwendig beschriftete und patinierte Fälschung wurde 1933 am passenden Ort versteckt und – was nicht beabsichtigt war – 1936 aufgefunden und sofort als echt anerkannt. Die Beteiligten hielten sich über Jahrzehnte verdeckt und versuchten, auch im Rahmen des Ordens, Bolton vergebens mit indirekten Hinweisen von seiner Überzeugung, die Platte sei echt, abzubringen. Erst in den 1970er Jahren wurde die Fälschung der Öffentlichkeit bekannt.

## Historisches Gedenken als Teil der Organisationskultur

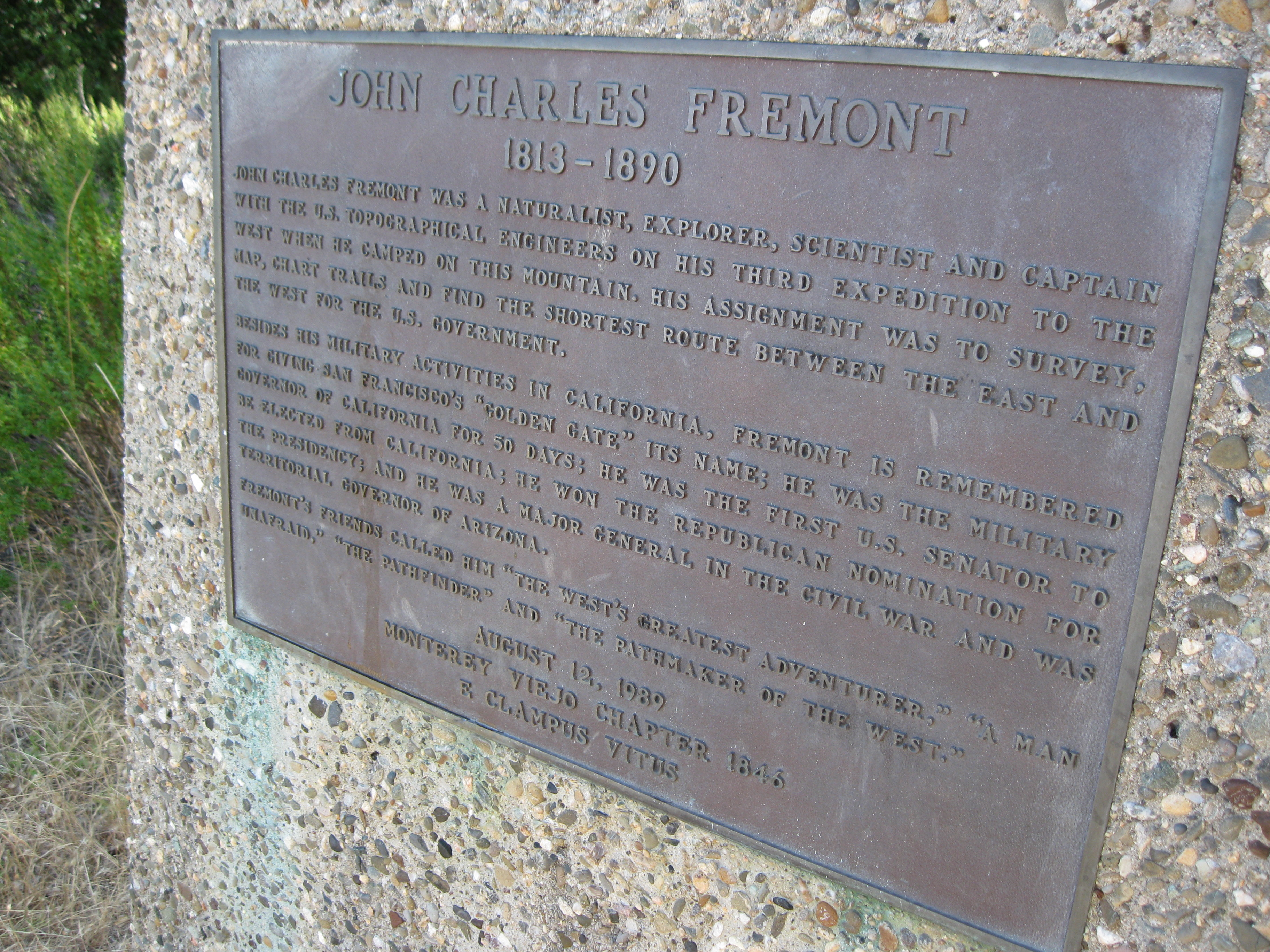
1989 errichtete Clamper-Gedenktafel für John C. Frémonts dritte Vermessungsexpedition im Jahre 1845

Die Organisation bemüht sich, historisches Gedenken auch für Aspekte der Alltagsgeschichte und jenseits eines elitären Kulturbegriffs zu etablieren. Dies gilt für gewöhnlich übersehene oder ausgelassenene historische Plätze, so etwa ehemaligen Saloons und Absteigen bis zu den Filmstudios für Godzilla oder der Grabstätte der in Seattle für ihre Flüche bekannten Hotel- und Bordellbetreiberin Mary Ann Conklin.
Die Widmungen, nach wie vor gerne als Gedenktafel ausgeführt, werden zumeist mit einem doin, einer themenspezifischen Feier durchgeführt. Typischerweise nehmen sich die jeweiligen Chapter vor, eine Mindestanzahl von ein bis zwei neuen Plaketten pro Jahr anzubringen und treffen sich zu passenden Gedenktagen an bereits gekennzeichneten historischen Plätzen.
ECV ist sich in dem Zusammenhang nicht ganz sicher, ob es sich bei dem Orden um eine „historische Trinkgesellschaft“ oder einen „trinkenden Historienverein“ handelt.